# Archaeobalbis
Archaeobalbis là một chi bướm đêm thuộc họ Geometridae.

## Các loài
- Archaeobalbis crassipuncta (Alphéraky, 1888)